# 240 Pułk Piechoty (1920)
240 ochotniczy pułk piechoty (240 pp) – oddział piechoty Wojska Polskiego w II Rzeczypospolitej okresu wojny polsko-bolszewickiej.

## Formowanie i zmiany organizacyjne
240 ochotniczy pułk piechoty został sformowany we Lwowie. Pułk wyposażono w karabiny kilku systemów, posiadał ciężkie karabiny maszynowe produkcji rosyjskiej i niemieckiej. 20 lipca na placu Kapitulnym przed katedrą żołnierze złożyli przysięgę, a 2 sierpnia pułk otrzymał sztandar.
20 sierpnia pułk został rozwiązany, a żołnierze wcieleni do 20 pułku piechoty.

## Walki pułku
26 lipca na front wyjechał liczący 727 żołnierzy III batalion mjr. Zdzisława Tatara-Trześniowskiego, 2 sierpnia I batalion ppłk. dr. Aleksandra Domaszewicza posiadający na stanie 836 żołnierzy, a 7 sierpnia II batalion kpt. dr. Stanisława Zagórskiego.  Puk wszedł w skład 6 Dywizji Piechoty.  Walczył  nad Bugiem i pod Kamionką Strumiłową.

## Żołnierze
- por. lek. Stanisław Ostrowski – naczelny lekarz pułku (7 VII – 5 IX 1920)

## Odznaka
Istniała odznaka 240 pułku piechoty.